# Racotis cogens
Racotis cogens là một loài bướm đêm trong họ Geometridae.